# Patrick Bannwart
Patrick Bannwart (geboren 1974 in Wettingen) ist ein Schweizer Bühnen- und Kostümbildner sowie Videodesigner, der überwiegend mit dem Regisseur David Bösch zusammen arbeitet.

## Leben und Werk
Bannwart absolvierte von 1991 bis 1994 eine Ausbildung zum Theatermaler am Opernhaus Zürich und studierte von 1997 bis 2001 Bühnenbild bei Erich Wonder an der Akademie der bildenden Künste in Wien. Seit 2000 arbeitete er als Ausstatter an verschiedenen Bühnen, u. a. in Wien, Mannheim, Bregenz, Zürich, Berlin, Ingolstadt, Rostock, Hamburg, München und Bern. 
2004 lernte er in Zürich David Bösch kennen und entwarf das Bühnenbild für dessen Diplominszenierung, Wedekinds Frühlingserwachen. Es folgte eine Reihe gemeinsamer Arbeiten am Schauspiel Essen – wie Volksvernichtung oder Meine Leber ist sinnlos des früh verstorbenen österreichischen Kultautors Werner Schwab, Hauptmanns Ratten, Molnárs Liliom und Büchners Woyzeck – und am Hamburger Thalia Theater. 2004 und 2006 kam es zu Koproduktionen des Thalia-Theaters mit dem Salzburger Festspielen: Bösch inszenierte im Rahmen des Young Directors Project, Bannwart gestaltete die Bühnenbilder. Mit der 2006er Produktion – Viel Lärm um nichts – gewann Bösch den Salzburger Wettbewerb.
Die gemeinsame Reise durch die deutschsprachige Theaterlandschaft brachte Regisseur und Bühnenbildner schließlich zurück in die Schweiz, wo die beiden 2005 am Stadttheater Bern Der Drang von Kroetz und 2008 am Schauspielhaus Zürich Uhrwerk Orange von Burgess in Szene setzten.
Am Schauspiel Essen arbeitete Bannwart auch für den deutschen Regisseur Anselm Weber: 2009 für die Deutschsprachige Erstaufführung von Barbelo, von Hunden und Kindern der serbischen Dramatikerin Biljana Srbljanovic, 2010 für die Uraufführung von Reto Fingers Bearbeitung des Anna-Seghers-Romans Transit. Letztere Produktion wurde auch ans Schauspielhaus Bochum übernommen, wo Weber ab 2010 als Intendant installiert wurde. In seiner ersten Spielzeit inszenierte er die Uraufführung von Christoph Nußbaumeders Eisenstein, Bannwart gestaltete das Bühnenbild. 
2009 debütierte das Duo am Wiener Burgtheater, wo Bösch zu einem zentralen Regisseur der Ära Hartmann wurde und Bannwart zu dessen wichtigstem Bühnenbildner. Als Meisterwerk der gemeinsam entwickelten Endzeit-Ästhetik mag der Parzival von Tankred Dorst gelten, den die beiden im April 2014 im Akademietheater, dem kleinen Haus der Burg, realisierten: „Seine Bühne: schwarz-grau und zugemüllt wie in der Jugenddisco, eine leere Ebene, die dann als Schräge nach hinten hin ansteigt und eine perfekte Projektionsfläche bietet für Bannwarts in ihrer Niedlichkeit wohlig-erschreckenden Zeichnungen und Animationen von armseligen Hündchenskeletten oder ausbrennenden Hochhäusern.“ „Bösch hat den Text drastisch gekürzt, setzt auf die suggestive Wirkung von Licht und Nebel. Großartig ist der Einsatz von eingeblendeten Comiczeichnungen in bewusst naivem Stil (Bühnenkonzept: Patrick Bannwart), die eine unwirkliche Stimmung erzeugen.“
Seit 2010 übernimmt das Duo Bösch/Bannwart auch Operninszenierungen. Einem erfolgreichen L’elisir d’amore an der Bayerischen Staatsoper in München folgten Einladungen zu den Münchner Opernfestspielen, wo die beiden bislang drei Neuproduktionen im Prinzregententheater realisierten, weiters an die Oper Frankfurt, die Oper am Theater Basel, die Opéra National de Lyon die Vlaamse Opera in Antwerpen, an das Royal Opera House Covent Garden in London sowie an die Nationale Opera Amsterdam.
Im Jahr 2013 gestaltete Bannwart die Cover der Theaterzeitschrift Deutsche Bühne. Seit 2014 erscheint dort unter dem Namen "Kantinenhelden" in Zusammenarbeit mit Phillip Löhle ein monatlicher Theateromic.

## Bühnenbilder für David-Bösch-Inszenierungen
Schauspiel
- Schauspiel Essen: Volksvernichtung oder Meine Leber ist sinnlos (Werner Schwab), Die Ratten, Liliom, Woyzeck
- Thalia Theater Hamburg: Mein Kampf (2005)
- Salzburger Festspiele (YDP) in Kooperation mit dem Thalia Theater: Port (Simon Stephens, 2004), Viel Lärm um nichts (2006)
- Stadttheater Bern: Der Drang (Franz Xaver Kroetz, 2005)
- Schauspielhaus Zürich: A Clockwork Orange (2008), Kasimir und Karoline (2015)
- Burgtheater Wien
  - Burgtheater: Mutter Courage und ihre Kinder (2014), Das Käthchen von Heilbronn (2015)
  - Akademietheater: Adam Geist (Dea Loher, 2009), Gespenster und Der Talisman (beide 2013), Parzival (2014), Die Präsidentinnen (2015)
  - Kasino: Stallerhof (2010), Lieber Schön (2011)
- Deutsches Theater Berlin: Das Goldene Vließ (2009), Die Ängstlichen und die Brutalen (Nis-Momme Stockmann, 2011)
- Schauspiel Stuttgart: Zerbombt (2014)
- Residenztheater München: Mensch Meier (2015)

Oper
- Bayerische Staatsoper München
  - Nationaltheater am Max-Joseph-Platz: L’elisir d’amore (2010), Die Meistersinger von Nürnberg (2016)
  - Prinzregententheater: Mitridate, re di Ponto (2011), Das schlaue Füchslein (2012), L’Orfeo (2014),
- Oper Frankfurt: Königskinder (2012), Der fliegende Holländer (2016)
- Theater Basel: Idomeneo (2013)
- Opéra National de Lyon: Simone Boccanegra (2014)
- Vlaamse Opera: Antwerpen, Gent und Essen: Elektra (2014)
- Royal Opera House Covent Garden London: Il trovatore (2016)
- Nationale Opera Amsterdam: Le Nozze di Figaro (2016)